# Watchmen: Motion Comic
Watchmen: Motion Comic é uma série de curta-metragens animados em motion comic para web e televisão, baseada na história em quadrinhos da DC Comics, Watchmen, escrita por Alan Moore e ilustrada por Dave Gibbons. A série foi produzida pela Cruel and Unusual Films, produtora de Zack Snyder, e estreou em 17 de julho de 2008. Watchmen: Motion Comic consiste em doze episódios abreviados de 25 a 30 minutos, cada um baseado e compartilhando um nome com um dos doze capítulos da HQ. A série foi lançada em DVD em março de 2009 para coincidir com o lançamento do filme Watchmen.

## Premissa
Em outubro de 1985, durante a invasão soviética do Afeganistão e na véspera da guerra nuclear, um Rorschach deprimido, um dos vários super heróis ilegalizados, começa a investigar por que todos os antigos super-heróis mascarados estão mortos ou diminuíram.